# Item: revista de biblioteconomia i documentació
Item: Revista de biblioteconomia i documentació és una publicació científica especialitzada en biblioteconomia i documentació, editada pel Col·legi Oficial de Bibliotecaris-Documentalistes de Catalunya (COBDC), que esdevé mitjà d'expressió, informació i formació per als col·legiats i subscriptors, així com espai d'intercanvi d'experiències professionals.

## Història i continguts
Item apareix el juliol de 1987, succeint al Butlletí de l'Associació de Bibliotecaris de Catalunya, editat entre 1982 i 1986, una publicació de l'associació que alhora va ser l'embrió de l'actual COBDC. La revista, editada en català, disposa de resums dels articles en castellà i en anglès -no exclou contribucions en altres llengües, les quals són traduïdes al català-, i es troba disponible en format paper i, des de 2005, en format electrònic. Ha tingut diverses periodicitats (fins al 2001 caràcter semestral, entre el 2002 i el 2006 quadrimestral, des del 2007 fins al 2011 torna a ser semestral) però, des del 2012 és de caràcter anual. El seu àmbit és el de la biblioteconomia, la documentació i l'arxivística.
Durant força temps, fins a l'aparició, el 1998, de la revista BiD: textos universitaris de Biblioteconomia i Documentació, editada per la Facultat de Biblioteconomia i Documentació de la Universitat de Barcelona, va ser l'única revista professional publicada en català i a Catalunya en l'àmbit de la biblioteconomia i la documentació. La publicació ha compaginat el caràcter de revista professional amb el de revista acadèmica, on publicar resultats d'investigacions.
En general, el contingut de cada número sol girar al voltant d'un tema central o monogràfic, però també inclou altres temes alternatius. Amb motiu de la celebració a Barcelona del congrés de l'IFLA l'agost de 1993, la revista va editar un número especial en anglès (Item Special Issue IFLA'93) amb una selecció d'articles que presentaven l'estat de la biblioteconomia i la documentació a Catalunya. La revista, té un alt grau de participacions procedents de l'àmbit català, però és una de les revistes de biblioteconomia amb més obertura pel que fa als autors dels articles, la gran majoria de procedència aliena a la mateixa institució.
Els articles d'Item es troben indexats a: Library and Information Science Abstracts (LISA), ISOC, Revistes Catalanes amb Accés Obert (RACO), BEDOC, Dialnet i Temaria. La revista del COBDC es troba valorada per CIRC (Clasificación Integrada de Revistas Científicas) dins del grup C i per CARHUS+ 2014 dins del Grup D. La base de dades DICE li atorga una puntuació de 7.5 en difusió internacional.